# 잭 도시
잭 패트릭 도시(영어: Jack Patrick Dorsey, 1976년 11월 19일~ )는 미국의 스퀘어의 최고 경영자이며, 트위터 전 최고경영자였다. 2008년, 잭 도시는 MIT 기술 평가 전문지인 TR35에서 세계 최고의 발명가 35인 중 한명으로 선정되었다.

## 출생과 성장배경
잭 도시는 미주리주에 있는 세인트루이스에서 태어났고 성장하였다. 그의 부모는 아버지 팀 도시와 어머니 마시아 도시이다. 그는 영국, 아일랜드, 이탈리아계이며, 로마 가톨릭교회를 다니고 있으며, 그의 삼촌은 신시내티의 로마 가톨릭 사제이다. 그는 가톨릭 비숍 두보그 고등학교를 졸업하였다. 그는 사춘기 때 패션모델로도 활동하였다. 그는 뉴욕 대학교에 다니면서 트위터에 관한 아이디어를 생각해냈다.